# Surajgarh
Surajgarh är en stad i nordvästra Indien. Den är belägen i distriktet Jhunjhunu i delstaten Rajasthan. Befolkningen uppgick till 21 666 invånare vid folkräkningen 2011.